# Human After All: Remixes
Human After All: Remixes è il secondo album di remix del gruppo musicale francese Daft Punk, pubblicato il 29 marzo 2006 per il solo mercato giapponese dalla Toshiba-EMI.

## Descrizione
Contiene esclusivamente remix tratti dal terzo album in studio Human After All. Il disco è stato pubblicato in un'edizione speciale dalla tiratura di 3000 copie, disponibile solo in Giappone e corredata da 2 Kubrick (linea creata dalla ditta di giocattoli giapponese MediCom che riproduce le sembianze di personaggi famosi, reali e non, sotto forma di omini stile LEGO) che ritraggono i due musicisti francesi con indosso i consueti caschi da robot.
Nel giugno 2014 l'album di remix è stato ripubblicato, sempre per il solo mercato giapponese, con l'aggiunta di quattro bonus track; l'11 agosto 2014 l'album è stato reso disponibile sull'iTunes Store in tutto il mondo, con l'aggiunta di un'ulteriore bonus track.

## Tracce
1. Robot Rock (Soulwax Remix) – 6:31
2. Human After All (SebastiAn Remix) – 4:48
3. Technologic (Peaches No Logic Remix) – 4:38
4. The Brainwasher (Erol Alkan's Horrorhouse Dub) – 6:05
5. The Prime Time of Your Life (Para One Remix) – 3:52
6. Human After All ("Guy-Man After All" Justice Remix) – 4:01
7. Technologic (Digitalism Highway to Paris Remix) – 6:01
8. Human After All (Alter Ego Remix) – 9:26
9. Technologic (Vitalic Remix) – 5:27
10. Robot Rock (Daft Punk Maximum Overdrive Mix) – 5:54

Tracce bonus nella riedizione
1. Human After All (The Juan Mclean Remix) – 6:43
2. Technologic (Basement Jaxx Remix) – 5:32
3. Technologic (Liquid Twins Remix) – 4:11
4. Human After All (Emperor Machine Version) – 6:04

Traccia bonus nell'edizione digitale
1. Technologic (Le Knight Club Remix) – 5:28